# Rocketsports Racing
Rocketsports Racing – amerykański zespół wyścigowy, założony w 1985 roku przez Paula Gentilozzi. Najbardziej utytułowany zespół w historii wyścigów Trans-Am. Od 2009 roku zespół startuje we współpracy z Jaguarem jako Jaguar RSR. Obecnie zespół startuje w United Sports Car Championship. W przeszłości ekipa pojawiała się także w stawce American Le Mans Series, 24-godzinnego wyścigu Le Mans, Intercontinental Le Mans Cup, Indy Car, Grand-Am Sports Car Series oraz Champ Car. Siedziba zespołu znajduje się w East Lansing.